# Fatumata Djau Baldé
Fatumata Djau Baldé és una política de Guinea Bissau que fou ministra d'afers exteriors fins que es va produir el cop d'estat de setembre de 2003.
Ella ha ocupat una sèrie de funcions en el govern de Guinea Bissau. Ha estat secretària d'Estat de Solidaritat Social i Ocupació, Ministra de Turisme i Ministra d'Afers Exteriors. Va ser ministra d'Afers Exteriors en el govern del president electe Kumba Ialá, però el seu govern va ser breu, ja que fou deposat per un cop militar al setembre de 2003.